# Molophilus metpadinga
Molophilus metpadinga là một loài ruồi trong họ Limoniidae. Chúng phân bố ở miền Australasia.